# استفن نکانسا
استفن نکانسا (انگلیسی: Steffen Nkansah؛ زادهٔ ۷ آوریل ۱۹۹۶) بازیکن فوتبال اهل آلمان است.
از باشگاه‌هایی که در آن بازی کرده‌است می‌توان به باشگاه فوتبال آینتراخت برانشوایگ اشاره کرد.
وی همچنین در تیم‌های ملی فوتبال Germany national under-16 football team، جوانان آلمان، جوانان آلمان، و جوانان آلمان بازی کرده‌است.